# Christopher Schlick
Christopher Marc Schlick (* 1. Juli 1967 in Berlin; † 3. Oktober 2016 in Aachen) war Institutsleiter des „Lehrstuhl und Institut für Arbeitswissenschaft (IAW)“ der RWTH Aachen und stellvertretender Institutsleiter des Fraunhofer-Institut für Kommunikation, Informationsverarbeitung und Ergonomie (FKIE).

## Werdegang
Schlick absolvierte nach dem Abitur ein Simultanstudium von Elektrotechnik, Fachrichtung Nachrichtentechnik/Automatisierungstechnik sowie Wirtschaftswissenschaften an der Technischen Universität Berlin. Nach bestandener Diplomprüfung arbeitete er 1992 und 1993 als Projektingenieur in der Industrie.
1994 startete er seine Laufbahn als Wissenschaftlicher Mitarbeiter am Institut für Arbeitswissenschaft der RWTH Aachen bei Holger Luczak. Hier arbeitete er unter anderem an Mensch-Maschine-Schnittstellen autonomer Produktionszellen sowie an computergestützter Teamarbeit im Simultaneous Engineering. 1997 wurde er zum Forschungsgruppenleiter und 1998 zum Oberingenieur am selben Institut ernannt. 1999 promovierte er an der Fakultät für Maschinenwesen der RWTH Aachen zum Dr.-Ing., wo er sich 2004 auch habilitierte.
Von 2000 bis 2004 war er Leiter der Abteilung Ergonomie und Führungssysteme bei der Forschungsgesellschaft für Angewandte Naturwissenschaften. Seit dem 1. Dezember 2004 war er Direktor des Instituts für Arbeitswissenschaft der RWTH Aachen. Seit dem 1. Dezember 2009 war er Mitglied der Institutsleitung des Fraunhofer-Institut für Kommunikation, Informationsverarbeitung und Ergonomie (FKIE).
Er war als Gutachter und Berater in internationalen Gremien wissenschaftlich tätig. 
Für seine Dissertationsschrift wurde ihm die Borchers-Plakette der RWTH Aachen verliehen. Seine Habilitationsschrift wurde mit dem Gertraude-Holste-Preis 2004 ausgezeichnet.
Schlick verstarb nach kurzer, schwerer Krankheit am 3. Oktober 2016 und wurde auf dem Aachener Waldfriedhof begraben.

## Arbeitsgebiete
- Ergonomie und Mensch-Maschine-Systeme
- Arbeits- und Projektorganisation
- Modellierung, Simulation und Optimierung von Geschäfts- und Service-Prozessen

## Werke
- Modellbasierte Gestaltung der Benutzungsschnittstelle autonomer Produktionszellen. Aachen: Shaker 1999. - ISBN 3-8265-6357-3
- Informatorische Benutzermodellierung mit diskreten stochastischen Prozessen. Aachen: Shaker 2004. - ISBN 3-8322-3013-0